# کلر کارور-دیاس
کلر کارور-دیاس (انگلیسی: Claire Carver-Dias؛ زادهٔ ۱۹ مهٔ ۱۹۷۷) شناگر موزون اهل کانادا است.